# Palamaner
Palamaner hay Palamaneru là một thị trấn thuộc huyện Chittoor, bang Andhra Pradesh. Thị trấn này đồng thời cũng là thủ phủ của Palamaner mandal.